# Cristina Toro
Cristina Toro (Medellín, 16 de mayo de 1960) es una actriz de teatro y escritora colombiana, integrante del grupo teatral El Águila Descalza.

## Biografía
Nació en Medellín el 16 de mayo de 1960.
Desde 1980 hasta 1981 fue monitora del Centro de Investigaciones de Eafit, donde participa en la investigación sobre la Historia del Comercio en Antioquia, dirigida por Santiago Londoño Vélez.
Trabaja como investigadora en el Instituto de Integración Cultural Quirama 1982 - 1985, donde realiza una investigación sobre la Historia del Teatro en Antioquia , escribe la monografía sobre el Panorama Teatral en Antioquia 1982 y participa de la investigación sobre la Historia de las Mentalidades en el Oriente Antioqueño.
Premio al mejor guion por el documental sobre Débora Arango realizado con Iris Producciones. Medellín del año 1984.
En 1986 se une al grupo teatral El Águila Descalza.
Está casada con el actor, dramaturgo, director de teatro y artista plástico Carlos Mario Aguirre desde el 15 de junio de 1985.
En el 2021 publicó junto con Carlos Mario Aguirre ¡Mucha gracia! la autobiografía en dos tomos de El Águila Descalza. Se trata de una colección que suman alrededor de 800 páginas con la historia del grupo teatral de 1980 al 2020. La edición de lujo está profusamente ilustrada con fotografías a color del maestro Juan Fernando Ospina y otros artistas.
En el 2022 publicó Poesía reunida de Cristina Toro, libro que reúne 7 títulos publicados y 1 libro inédito de la autora y que además se encuentra ilustrado con óleos y acrílicos de Carlos Mario Aguirre. Se trata de una edición de lujo a todo color, que consta de 503 páginas.

## Trayectoria en EL Águila Descalza
| Año        | Tipo                                                   | Título                                                | Actriz | Coautora | Productora |
| ---------- | ------------------------------------------------------ | ----------------------------------------------------- | ------ | -------- | ---------- |
| 1984       | Obra de teatro                                         | «Tanto tango»                                         | Sí     | Sí       |            |
| 1985       | Obra de teatro                                         | «El sueño del pibe: del Dorado a los extraditables»   | Sí     | Sí       |            |
| 1986       | Obra de teatro                                         | «Filomena la vaca "filomenal"»                        | Sí     | Sí       |            |
| 1986       | Obra de teatro                                         | «País paisa»                                          | Sí     | Sí       |            |
| 1987       | Obra de teatro                                         | «Pues Antioquia vos»                                  | Sí     | Sí       |            |
| 1989       | Obra de teatro                                         | «Medio Medellín»                                      | Sí     | Sí       |            |
| 1989- 1990 | Seriado de 52 capítulos, transmitido por Teleantioquia | «El País Paisa»                                       | Sí     | Sí       |            |
| 1991       | Obra de teatro                                         | «Medellín en cartel»                                  | Sí     | Sí       |            |
| 1992       | Obra de teatro                                         | «Trapitos al sol»                                     | Sí     | Sí       |            |
| 1993       | Obra de teatro                                         | «Chicos malos S.A»                                    | Sí     | Sí       |            |
| 1994       | Obra de teatro                                         | «Pecao mortal»                                        | Sí     | Sí       |            |
| 1995       | Obra de teatro                                         | «Colcha de retazos»                                   | Sí     | Sí       |            |
| 1996       | Obra de teatro                                         | «Cosas de la vida»                                    | Sí     | Sí       |            |
| 1996       | Obra de teatro                                         | «Vida de perros»                                      | Sí     | Sí       |            |
| 1998       | Obra de teatro, Segunda versión                        | «El sueño del pibe»                                   | Sí     | Sí       |            |
| 1999       | Obra de teatro                                         | «La patria boba»                                      | Sí     | Sí       |            |
| 2000       | Obra de teatro                                         | «Historia clínica»                                    | Sí     | Sí       |            |
| 2000       | Obra de teatro                                         | «Matando el tiempo»                                   | Sí     | Sí       |            |
| 2001       | Obra de teatro                                         | «Su Mamá, la suya»                                    | Sí     | Sí       |            |
| 2002       | Obra de teatro                                         | «San Gardel de Medellín»                              | Sí     | Sí       |            |
| 2004       | Obra de teatro                                         | «Ambiente familiar con cantaleta»                     | Sí     | Sí       |            |
| 2004       | Película                                               | «Todos los hombres son iguales y las mujeres también» | Sí     |          | Sí         |
| 2005       | Obra de teatro                                         | «Llevando del bulto»                                  | Sí     | Sí       |            |
| 2006       | Obra de teatro                                         | «Mañana le pago»                                      | Sí     | Sí       |            |
| 2006       | Versión en DVD                                         | «País paisa»                                          | Sí     | Sí       |            |
| 2006       | Obra de teatro                                         | «Va la madre»                                         | Sí     | Sí       |            |
| 2007       | Versión en DVD                                         | «Mañana le pago»                                      | Sí     | Sí       |            |
| 2007       | Versión en DVD                                         | «Trapitos al sol»                                     | Sí     | Sí       |            |
| 2008       | Obra de teatro                                         | «Coma callao»                                         | Sí     | Sí       |            |
| 2008       | Versión en DVD                                         | «Va la madre»                                         | Sí     | Sí       |            |
| 2009       | Obra de teatro                                         | «Chupe por bobo»                                      | Sí     | Sí       |            |
| 2009       | Versión en DVD                                         | «Chupe por bobo»                                      | Sí     | Sí       |            |
| 2009       | Versión en DVD                                         | «Coma callao»                                         | Sí     | Sí       |            |
| 2010       | Versión en DVD                                         | «La patria boba»                                      | Sí     | Sí       |            |
| 2010       | Obra de teatro                                         | «No vuelvo a beber»                                   | Sí     | Sí       |            |
| 2015       | Obra de teatro                                         | «La puntica no más»                                   | Sí     | Sí       |            |
| 2015       | Obra de teatro                                         | «Los pasos del olvido»                                | Sí     | Sí       |            |
| 2015       | Obra de teatro                                         | «Tanto Tango, versión 30 años»                        | Sí     | Sí       |            |
| 2016       | Película                                               | «Historias clínicas»                                  | Sí     |          | Sí         |
| 2017       | Obra de teatro                                         | «Gringolombia»                                        | Sí     | Sí       |            |
| 2018       | Obra de teatro                                         | «Bandeja paisa»                                       | Sí     | Sí       |            |
| 2021       | Obra de teatro                                         | «Coronavirus, una obra viral»                         | Sí     | Sí       |            |
| 2022       | Obra de teatro                                         | «Luna de mier...»                                     | Sí     | Sí       |            |

## Publicaciones
Ha publicado 8 libros de poemas con Ediciones La Pluma del Águila:
- «Cosas de mujeres», Medellín, 1995
- «Telón de fondo», Medellín, 1999
- «Apuntes de errancia», Medellín, 2000
- «La humedad del fuego», Medellín, 2001
- «Obsesiones nocturnas», Medellín, 2005
- «Los pasos del olvido», Medellín, 2012
- «Oración Lujuriosa», Medellín, 2016
- «Poesía reunida de Cristina Toro», Medellín, 2022

Sus poemas han aparecido en revistas colombianas como el Boletín Bibliográfico y Cultural del Banco de la República, la revista Casa Silva, además en la revista mexicana Alforja y en varias recopilaciones antológicas:
- «Boca que busca la boca» Antología de la poesía erótica colombiana del siglo XX; Juan Manuel Roca; Taller de Edición; Bogotá, 2006
- «De Panidas y Poetas» Segunda Muestra Antológica Antioqueña; No 10; Selección: Omar Carrillo; Benedán, Medellín, 1995
- «Ellas escriben en Medellín» Varias autoras; Hombre Nuevo Editores; Colección Madremonte; Medellín, 2007
- «La mujer rota» Literalia Ediciones; Homenaje al centenario de Simone de Beauvoir; Guadalajara, México, 2008
- «La mujer y el amor» Antología poética; Compilación Marta Inés Palacio; Fiducafé; Manizales, 1996
- «Poesía colombiana del Siglo XX escrita por Mujeres» Poetas nacidas a partir de 1950; Tomo II; Apidama Ediciones; Investigación y Selección: Guiomar Cuesta Escobar y Alfredo Ocampo Zamorano; Bogotá, 2014

## Reconocimientos
- Premio Simón Bolívar con equipo de El Colombiano por la investigación sobre la Historia de Antioquia, donde participa en el capítulo sobre la Historia del Teatro. Bogotá del año 1988.
- Participa como invitada al Encuentro Iberoamericano de Escritores convocado por el Instituto Distrital de Cultura y la Casa de Poesía Silva. Bogotá del año 2000.
- Realiza una lectura de poemas en la Casa de Poesía Silva para el lanzamiento de su libro “La Humedad del fuego”. Bogotá, octubre del 2001.
- Realiza una lectura de poemas en la Sede del Festival Internacional de Poesía para la presentación de su libro “La humedad del fuego”. Medellín, noviembre del 2001.  Sus poemas han sido publicados en periódicos y revistas literarias colombianas, como el Boletín Bibliográfico y Cultural del Banco de la República y la Revista Casa Silva.
- Premio al mejor guion por el documental sobre Débora Arango realizado con Iris Producciones. Medellín 1984.
- Como actriz ha recibido las siguientes distinciones con el grupo El Águila Descalza:

Orden Turantioquia (1987); Participación en el  I Festival Iberoamericano de Teatro. (Bogotá, 1988); Orden Porfirio Barba Jacob, Categoría Oro, Municipio de Medellín (1989); Orden Pedro Justo Berrío, Categoría Oro, Gobernación de Antioquia (1989); Premio Raza BT 1989; Chibcha de Oro, New York (1989); Cuatro nominaciones a los premios de la Asociación de Críticos y Comentaristas de Arte, Miami, (1994); Beca de Creación del Festival Iberoamericano de Teatro con  Matando el tiempo( 2000);Orden de la Democracia Simón Bolívar en el grado de Cruz Comendador (2000); Sexto galardón Mayorca a las artes del Boulevard Comercial Mayorca y Dirección de Fomento a la Cultura de Antioquia, Gobernación de Antioquia (2010); Orden al Mérito Cívico y Empresarial Mariscal Jorge Robledo grado plata, por los 30 años de aporte a la cultura del país (2010);Impresión de huellas en la GALERÍA DE LA FAMA, Centro de Convenciones Teatro Los Fundadores, (Manizales, 2011); Entidad destacada que trabaja en pro del humor,  IV Festival del Humor Guillermo Zuluaga “Montecristo” (2012), Honoris Causa Toda una Vida otorgado por los Premios Hétores, Medellín 2013. Homenaje por su trayectoria teatral en el marco de la celebración de la Semana Internacional del Teatro, realizado por parte del Teatro Porfirio Barba Jacob (Medellín, 2019). Placa de reconocimiento por su trayectoria teatral en el marco de la celebración de la Semana Internacional del Teatro, realizado por parte del Teatro Pablo Tobón Uribe (Medellín, 2019). Mercurio de Oro, máximo galardón concedido por Fenalco Antioquia en la Noche de los Mejores (Medellín, 2021).